# La Fura dels Baus

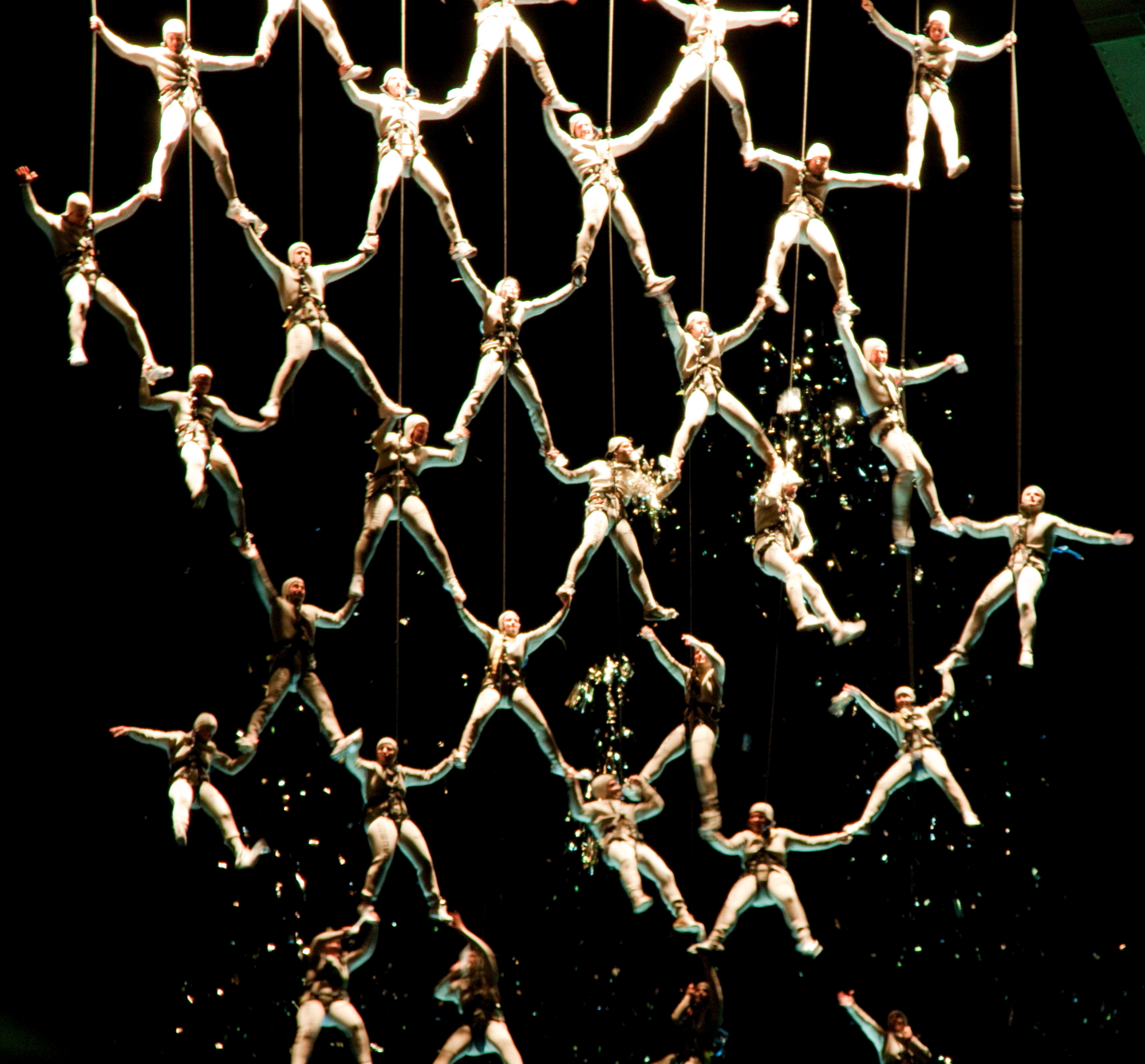
Vise în Zbor

La Fura dels Baus (catalană, pronunție: [ɫə ˈfuɾə ðəɫz ˈßaws]) este o companie spaniolă de teatru, fondată în 1979 în Barcelona, cunoscută pentru forma de teatru urban pe care o promovează, prin utilizarea unor montări neobișnuite și prin estomparea granițelor dintre public și actor. "La Fura dels Baus", în catalană, înseamnă "dihorul de la Els Baus" (Els Baus este un toponim al locului de naștere a doi dintre fondatori, Moià). Potrivit unei recenzii din 1985 a unei reprezentații din Londra, publicată în NME, grupul „a creat un fel de loc de joacă, distracție și aventură pentru adulți, periculos și fantastic".

## Istoric

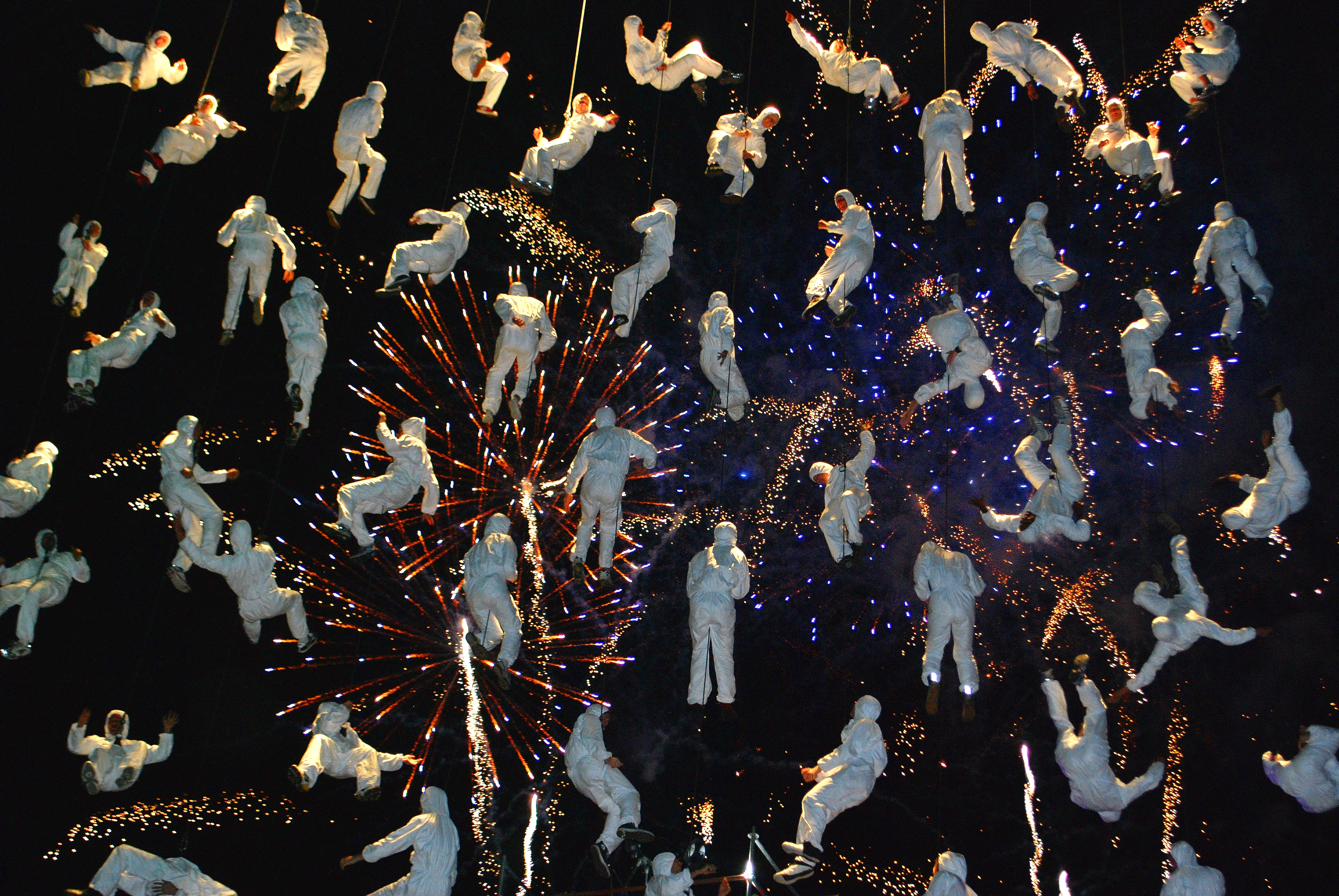
La Fura dels Baus în Supreme Court Gardens - deschiderea Perth International Arts Festival 2010.

La Fura dels Baus a fost fondată în 1979. De la începutul anilor 1990, și-a diversificat eforturile creatoare, penetrând domenii ca dramaturgia, teatrul digital  și teatrul de stradă, realizând reprezentații contemporane de teatru și operă și producând evenimente corporative de amploare. La Fura a organizat ceremonia de deschidere a Jocurilor Olimpice de la Barcelona 1992, care a fost difuzată și vizionată în direct de mai mult de 500 de milioane de telespectatori. De la această primă mare reprezentație, companii precum Pepsi, Mercedes Benz, Peugeot, Volkswagen, Swatch, Airtel, Microsoft, Absolut Vodka, Columbia Pictures, Warner Bros, Portul din Barcelona, Telecom Italia și Sun Microsystems au contractat compania spaniolă pentru a produce spectacole de promovare pe întreg mapamondul.
Din 2000 până în 2010, La Fura dels Baus a produs spectacole de teatru de stradă, evoluând spre un concept de teatru care combină o gamă largă de resurse scenice, bazate pe ideea clasică de spectacol multilateral. Principala contribuție la acest concept a companiei La Fura a fost abordarea interactivă, încurajând audiența să se implice în părți ale spectacolelor și adaptând mizanscena la caracteristicile arhitecturale ale fiecărui spațiu în care reprezentațiile au loc. Acest amestec de tehnici și discipline a ajuns să fie cunoscut sub numele de llenguatge furer („limbajul Furan"), un termen care a fost, de asemenea, folosit pentru a descrie lucrările și ale altor companii de teatru.
Conceptul aparte de proiectare a spectacolelor marca La Fura dels Baus este vizibil în reprezentațiile la scară mare precum: L ' home del mil.leni (2000), pentru a sărbători noul mileniu, care a atras o audiență de mai mult de 20.000 de oameni la Barcelona; Divina Comedie, realizat în Florența, în fața a mai mult de 35.000 de spectatori; La navajo en el Ojo, care a deschis Bienala de la Valencia și care a atras o audiență de mai mult de 20.000 de persoane și Naumaquia 1 – Tetralogía Anfíbia – El Juego Eterno, care a atras o audiență de mai mult de 15.000 de spectatori la Forum de les Cultures, în Barcelona.
Actorii au fost familiarizați cu „limbajul Furan" printr-o serie de cursuri și workshopuri. Accions (1984) a fost primul spectacol în care acest limbaj a fost folosit, urmând Suz/O/Suz (1985), Tier Mon (1988), Noun (1990), MTM (1994), Manes (1996), ØBS (2000), Matria 1 – Tetralogía Anfíbia – La Creación (2004) și OBIT (2004). Compania a folosit noile tehnologii, de exemplu în Work in Progress 97, un show online în care sunt înfățișate mai multe reprezentații din diverse orașe simultan, într-un mediu teatral digital.
În 2011, La Fura a atras controverse în urma unei reprezentații care marca ziua de naștere (împlinirea a 35 de ani) a dictatorului cecen, Ramzan Kadyrov.

## Genuri

### Teatru
Potențialul pe care îl oferă scena sau stilul de teatru italian au constituit, de asemenea, subiecte ale intenselor experimentări ale companiei La Fura dels Baus. Au folosit resurse video, dar și alte surse media bazate pe imagine pentru realizarea scenografiei, bazându-se pe experiențele din alte domenii ale teatrului, pentru a aplica dramaturgiei un caracter interactiv, încurajând audiența să se implice, în ciuda confortului oferit de locul din sală.
La Fura dels Baus a exploatat și zone mai puțin convenționale și riscante ale dramaturgiei sau teatrului în stil italian, cum ar fi: F@ust 3.0, spectacol care are ca subiect operele clasice ale lui Goethe; Ombra, o reinterpretare a câtorva texte semnate de Federico García Lorca; și XXX, o versiune a operei lui Sade, Philosophy in the Bedroom, în cadrul turneului internațional care s-a încheiat în octombrie 2000, după aproape trei ani.
Compania a abordat și teatrul clasic. Premiera unei versiuni a tragediei lui Euripide, Troiana, regizată de La Fura dels Baus în colaborare cu Irene Papas, muzica realizată de Vangelis, iar scenografia de Santiago Calatrava, a avut loc la Sagunt, în septembrie 2001.
În octombrie 2004, La Fura dels Baus a organizat premiera spectacolului OBIT, o reprezentație despre viață și moarte.
La Fura lucrează la noi proiecte și limbaje. În septembrie 2005, în Japonia, a avut loc premiera unei versiuni a nuvelei lui Kafka, Metamorfoza și a fost programată pentru turneu până în februarie 2007.
În 2006, La Fura a elaborat o reprezentație pentru inaugurarea Târgului de design de la Milano.
Pe 1 mai 2007, La Fura a avut premiera unui nou tip de „limbaj Furan”, cu reprezentația Imperium, pentru a marca celebrarea Anului Spaniol din China.
Boris Godunov, o nouă piesă de teatru pentru scenă, a avut premiera în martie 2008.
Aceste reprezentații înglobează caracteristicile care au definit încă de la început lucrările companiei La Fura dels Baus: utilizarea spațiilor, muzicii, mișcărilor neconvenționale, aplicarea materialelor naturale și industriale, care includ noile tehnologii și participarea activă a audienței în spectacol. Această abordare a teatrului a atras public format din persoane care nu merg, de regulă, la teatru.

### Film
Fausto 5.0 este prima imersiune a companiei La Fura în lumea regiei de film, cu premiera în 2005. Acest film de lung-metraj, regizat în colaborare cu Isidro Ortiz, a fost premiat cu Golden Méliès 2003, pentru cel mai bun film european aparținând genului fantastic. Chiar dacă este primul film al companiei, La Fura dels Baus a mai avut implicări cinematografice în trecut, de exemplu în Goya in Bordeaux, al lui Carlos Saura.

### Operă
La Fura a evoluat în numeroase spectacole de operă, precum, Atlàntida, al lui Manuel de Falla, la Granada, în anul 1996, Le martyre de Saint Sébastien de Debussy, în 1997,  La damnation de Faust,de Berlioz, la Salzburg în 1999 și opera lui José Luis Turina, Don Quijote en Barcelona în 2000. Premiera musicalului lui Giorgio Battistelli, bazat pe romanul lui Ernst Jünger, Auf den Marmor-Klippen (1939), la Mannheim în 2002, a găzduit, în premieră pentru un spectacol de operă, videoconferința ca element scenic. În același an, la Palermo, au reprezentat Symphonie fantastique, bazată pe simfonia omonimă a lui Berlioz. Au pus în scenă Die Zauberflöte (Flautul fermecat) al lui Mozart, la Festivalul de muzică Ruhrtriennale din Bochum, în 2003, și au reluat spectacolul în 2005, la Opéra de la Bastille din Paris și la Teatro Real din Madrid. În 2007, Palau de les Arts Reina Sofia din Valencia și Maggio Musicale Fiorentino au pus în scenă un spectacol după Der Ring des Nibelungen (Inelul nibelungilor), de Wagner, sub bagheta lui Zubin Mehta, iar La Fura dels Baus a asigurat decorul, un decor uman. Reprezentațiile au fost filmate și lansate pe piață, pe suport DVD. În 2007, au pus în scenă două opere la Opéra National de Paris: Castelul Prințului Barbă-Albastră, de Bartók și cântecele lui Janáček din ciclul The Diary of One Who Disappeared. În septembrie 2007, au reprezentat noua operă a lui Juan José Falcón Sanabria, La hija del cielo, iar în 2010, la  Teatro Real (Madrid), au pus în scenă Rise and Fall of the City of Mahagonny, de Kurt Weill, avîndu-i ca protagoniști pe Michael König și Measha Brueggergosman, condus de Pablo Heras-Casado (lansat în variantele DVD și Blu-ray Disc). În 2013, în cadrul festivității de deschidere a Arena di Verona Festival, La Fura au pregătit o nouă versiune a operei Aida.
La Fura del Baus a pus în scenă, în montări diferite, capodopera lui George Enescu, Oedip (operă), la Bruxelles (2011), București (2015) , Londra (2016). Opera Le grand Macabre de György Ligeti a fost produsă de La Fura în 2012, la Barcelona.

### Muzică și înregistrări
La Fura dels Baus și-a înființat propria casă de discuri; și-a publicat creațiile și prin alte case de discuri, cum ar fi Dro, Virgin și Subterfuge.
Muzica este intens folosită în toate producțiile companiei, de multe ori dovedindu-se a fi chiar cadrul pe care un spectacol se dezvoltă. Fiecare nouă producție semnată de La Fura dels Baus generează, în paralel, proiecte muzicale care pot conduce la realizarea unei înregistrări audio.

### Internet
La Fura dels Baus vede în internet cea mai bună cale de a ajunge în cele mai îndepărtate colțuri ale lumii și folosește și în prezent acest mediu pentru prezentarea și susținerea spectacolelor interactive de teatru. Rezultatul, denumit „teatru digital” este „suma dintre actori și biți”.

## Naumon

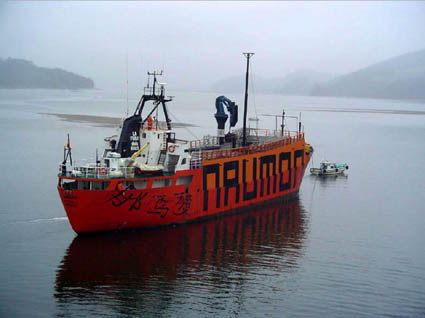
Naumon

Naumon este corabia companiei La Fura, un centru de reprezentații artistice plutitor, care a avut destinații precum Barcelona, Sardinia, Portugalia, Beirut, Taipei, Newcastle și Haifa transportând diverse containere culturale, educaționale și artistice, printre care spectacolele Naumaquia, Sub, Terramaquia și Matria.

## Vezi
- Marcel·lí Antúnez Roca – cofondator La Fura dels Baus
- Carlus Padrissa - cofondator co-regizor artistic La Fura dels Baus
- Àlex Ollé – co-regizor artistic La Fura dels Baus